# Боброва, Ляля Анатольевна
Ля́ля Анато́льевна Бобро́ва (2 марта 1939 — 5 августа 2021, Москва) — советская и российская актриса театра и кино, артистка театра «Ромэн». Народная артистка России (1993).

## Биография
Родилась 2 марта 1939 года в семье таборных цыган. Когда ей было 5 лет, семья осела под Москвой (ныне это московский район ВДНХ).
После окончания школы, будучи 17-летней девушкой, была принята в театр, где постепенно обучалась театральному мастерству у Василия Бизева, Сантины Андреевой, Ивана Хрусталева, занималась вокалом, сценической речью, танцем, актёрским мастерством, музыкальной грамотой. Со временем стала одной из ведущих актрис театра, сыграла более 40 ролей.
Умерла 5 августа 2021 года. Похоронена на Пятницком кладбище.

### Семья
- Сын — актёр Сергей Анатольевич Сураков (1959—2015), заслуженный артист России.
- Внук — актёр Сергей Сергеевич Сураков (род. 1991).

## Награды
- Диплом первой степени на Всесоюзном смотре Пушкинских спектаклей за исполнение роли Земфиры в спектакле «Здравствуй, Пушкин!».
- Заслуженная артистка РСФСР (29.06.1981).
- Народная артистка России (18.03.1993).
- Орден Дружбы (28.10.2002).

## Работы в театре
- «Сломанный кнут» — Сарпа
- «Девушка счастье искала» — Туркини
- «Кабачок Макрель» — Морка
- «Мужчина в воскресенье» — Сесилия
- «Родился я в таборе» — Илька
- «Костры Будулая» (1971) — Настя
- «Здравствуй Пушкин» — Земфира
- «Закон предков» — Алма
- «Вожак» — Лисандра
- «Четыре жениха» — Зорица
- «Горячая кровь» — Тунга
- «Цыганка Аза» — Галина
- «Цвет вишни» — Гранда, Стефка
- «Кровавая свадьба» — девушка в образе Нищенки, Луны и Смерти
- «Мы — цыгане»

## Фильмография
- 1968 — Ошибка Оноре де Бальзака — цыганка
- 1972 — Мой остров синий… — Анджелика
- 1989 — Чардаш Монти (Чехословакия, СССР)
- 1999 — Чёрный жемчуг